# Wenlock Olympian Games

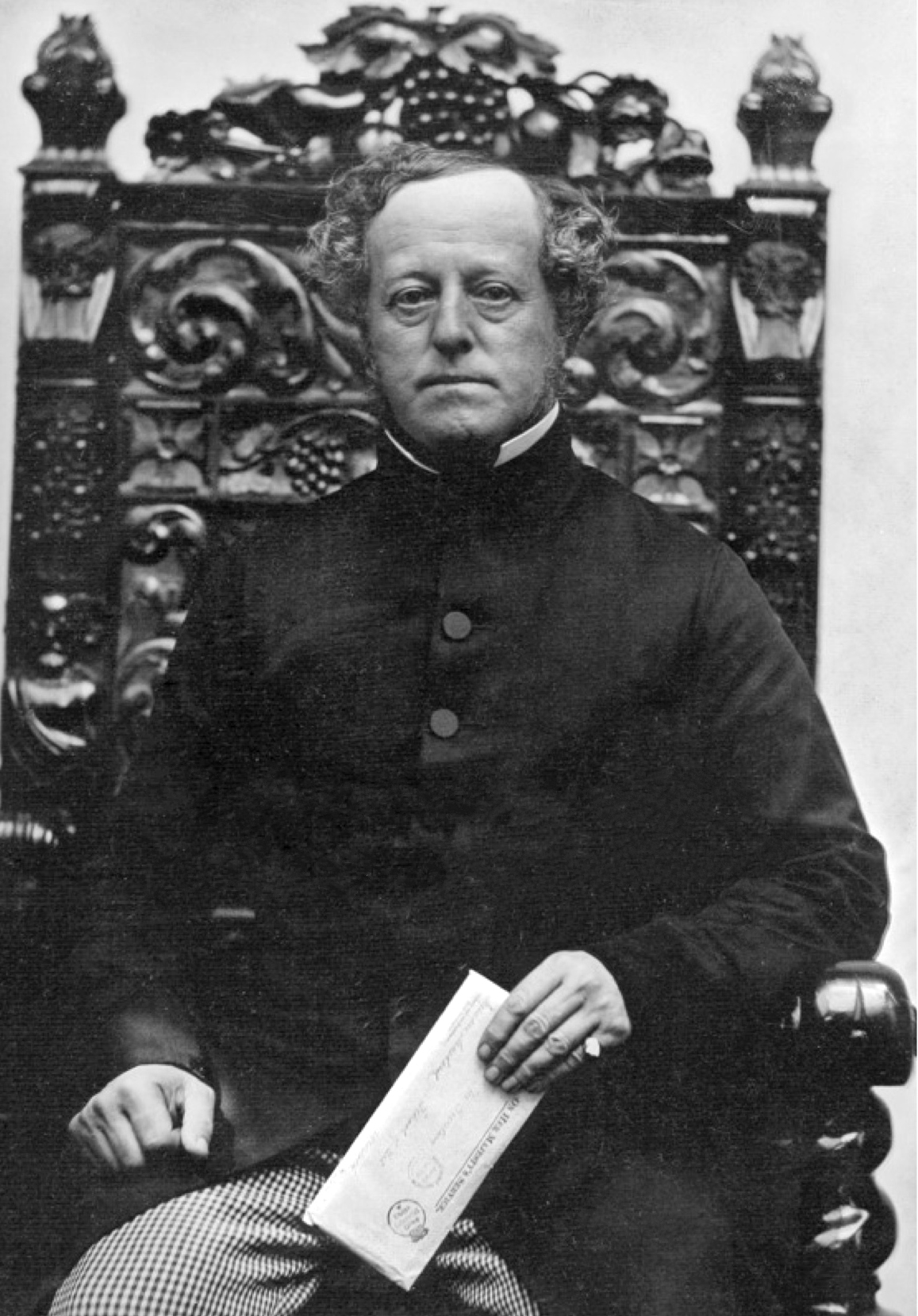
William Penny Brookes, twórca igrzysk w Much Wenlock (ok. 1860)

Wenlock Olympian Games, znane także jako Much Wenlock Olympic Games – coroczne zawody sportowe rozgrywane w angielskiej wsi Much Wenlock (leżącej w hrabstwie Shropshire, niedaleko granicy z Walią) od 1850 roku, nawiązujące do tradycji starożytnych igrzysk olimpijskich. Miały one duży wpływ na ideę przywrócenia igrzysk w jej nowożytnej formie.

## Historia
W latach 40. XIX wieku w Anglii wzrosło zainteresowanie sportem antycznym. W Birmingham powołano do życia Instytut Ateński, który propagował kulturę antyczną (odbywały się w nim m.in. comiesięczne spotkania gimnastyczne połączone ze sportową rywalizacją). W 1841 roku dr William Penny Brookes założył Wenlock Agricultural Reading Society (WARS), które było otwartą płatną biblioteką dla rolników z Much Wenlock i okolic. WARS wspierał również wychowanie fizyczne w lokalnych szkołach. W 1849 lub 1850 roku, dzięki staraniom Brookesa utworzono stowarzyszenie olimpijskie (Wenlock Olympic Class, inicjatywa ta była pod auspicjami WARS), które miało na celu poprawę aktywności moralnej, intelektualnej i fizycznej mieszkańców miasteczka i jego okolic, a zwłaszcza klasy robotniczej poprzez zachęcanie do rekreacji na świeżym powietrzu.
WOC patronowało zawodom rozgrywanym od 1850 roku we wsi Much Wenlock. Impreza ta była określana mianem igrzysk olimpijskich. Zawody czerpały inspiracje z antyku (podczas ceremonii otwarcia niesiono flagi z napisami greckimi), wykorzystując przy tym brytyjskie doświadczenie sportowe. Miały także kształtować młodzież wiejską i wzbogacić formy życia kulturalnego wsi angielskiej. Do programu pierwszych zawodów wchodziły takie dyscypliny jak: krykiet, piłka nożna 14-osobowa, biegi płaskie, skoki w dal i wzwyż, quoits (rzuty metalowymi krążkami) i wyścigi w workach. Medale w kształcie krzyży maltańskich stworzył sam Brookes, ponadto widniał na nich wizerunek bogini zwycięstwa Nike, oraz cytat: oto nagroda za pełne chwały zwycięstwo (cytat Pindara).
W 1851 do programu igrzysk dodano m.in. bieg przez płotki, nowość na skalę europejską. W 1868 dołączono pięciobój (składał się ze skoków wzwyż i w dal, biegu na pół mili, wspinania się po linie i rzutu ciężarkiem o wadze 32 funtów). W 1858 rozegrano turniej walki na kopie. Rok później Brookes, wzorem antycznych igrzysk, wprowadził zawody w poezji i estetyce na zadany temat. Pierwszym tematem eseju były moralne i polityczne wartości rekreacji fizycznej w starożytności i współcześnie.
W zawodach mogli uczestniczyć mieszkańcy całej Wielkiej Brytanii, jednak startowali głównie przedstawiciele Much Wenlock i okolic. Poza nimi pojawiali się tu jeszcze członkowie Birmingham Athletic Club oraz uczniowie Gimnazjum Niemieckiego w Londynie. Jedną z najsławniejszych osób uczestniczących w tych zawodach był William Gilbert Grace, krykiecista, który często uznawany jest za największego sportowca w XIX-wiecznej Anglii (w 1866 wygrał kilka konkurencji).
W 1860 roku Brookes zaprosił na ceremonię otwarcia swoich igrzysk podpułkownika Herberta Edwardesa, który pochwalił zasługi WARS i jego założyciela, jednak publicznie wyraził dezaprobatę wobec licznych greckich wpływów tych zawodów, w tym m.in. wobec nazwy. Zasugerował, by nazwać je The Shropshire Class of British Work and Play „albo inaczej, byleby ta nazwa była nazwą wypowiedzianą przez angielskich mężczyzn i angielskie kobiety, oraz angielskich chłopców i angielskie dziewczęta”. W tym samym roku doszło do rozłamu, Wenlock Olympic Class oddzieliło się od Wenlock Agricultural Reading Society i zmieniło nazwę na Wenlock Olympian Society (człon Olympian, mimo obiekcji Edwardesa pozostał).

## Wpływ zawodów na nowożytny ruch olimpijski

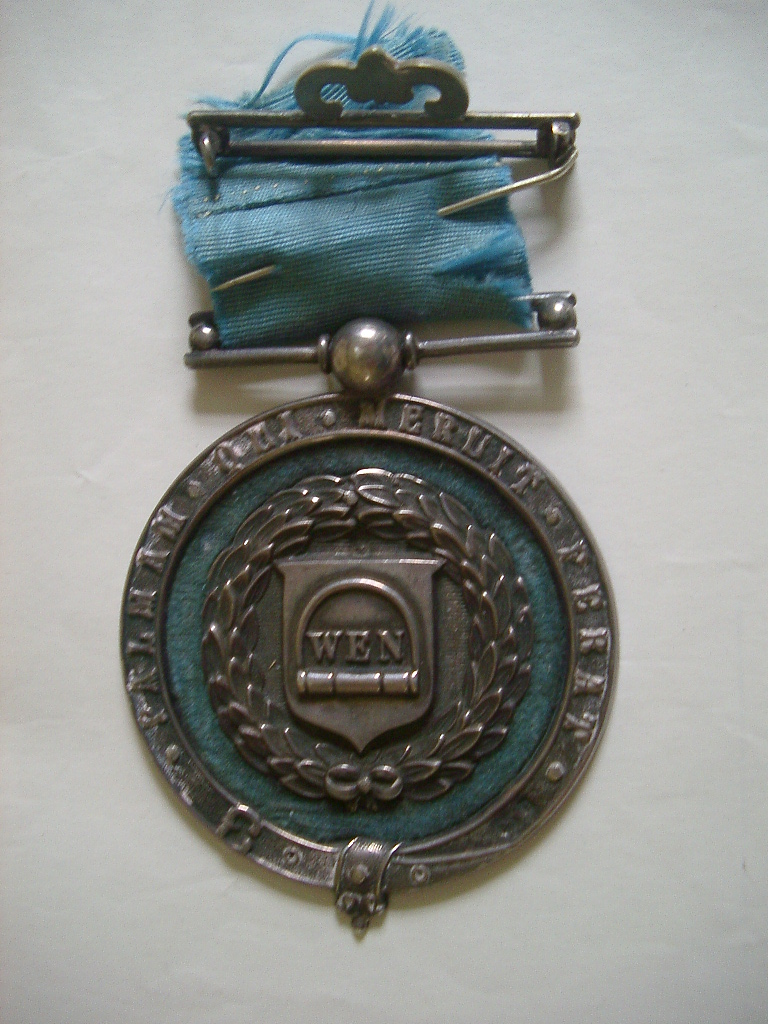
Srebrny medal igrzysk organizowanych w Much Wenlock (1864)

Brookes i jego stowarzyszenie pozostawało w kontaktach z organizatorami igrzysk, organizowanych przez Ewangelosa Zapasa. Z jego inicjatywy Wenlock Olympic Class ufundowało i przekazało Grekom nagrodę pieniężną dla triumfatora biegu na 4200 stóp na igrzyskach Zapasa, organizowanych w 1859 roku. Zwycięzcą okazał się Petros Welisarios, który został wpisany na listę członków stowarzyszenia Brookesa. W zamian za ten dar, król Grecji Jerzy I ofiarował Anglikowi srebrny puchar.
Brookes pomagał w organizacji innych lokalnych zawodów – Shropshire Olympian Games, które miały miejsce w 1860 (w połączeniu z Wenlock Olympian Games rozegrano je w Much Wenlock), 1861 (Wellington), 1862 (ponownie w Much Wenlock) i 1864 (Shrewsbury).
W 1866 roku powstało Narodowe Stowarzyszenie Olimpijskie (National Olympian Association), którego współzałożycielem był Brookes. Patronowało ono teraz zawodom, które zorganizowano w 1866 roku w Londynie na nieporównywalnie większą skalę, bo z udziałem 3300 zawodników i około 10 tys. widzów. Kolejne igrzyska odbywały się w Birmingham (1867), Shrewsbury (1877) i Hadley (1883). W 1883 roku NOA przestało istnieć. Z tych zawodów wywodzi się tradycja rozgrywania igrzysk Wspólnoty Narodów.
Osiągnięciem igrzysk w Much Wenlock była znacząca ewolucja w poglądach na olimpizm młodego Pierre’a de Coubertina. W 1889 roku Francuz otrzymał od Brookesa dokumenty dotyczące organizacji igrzysk w Much Wenlock, w tym jego przemówienie podczas ceremonii otwarcia z 1866 roku. Jego treść de Coubertin włączył do swojej przemowy na I Kongresie Olimpijskim w Paryżu (1894). Francuski pedagog podczas swojej podróży po Anglii w 1890 roku, odwiedził Brookesa i wizytował igrzyska w Much Wenlock. De Coubertin został ciepło przyjęty przez organizatorów, specjalnie dla niego zmieniono datę zawodów, powitany został przez grupę zawodników z transparentem, którego treść brzmiała: Witamy barona Pierre’a de Coubertina z życzeniami powodzenia dla Francji. Po zakończeniu imprezy, młodego francuskiego działacza przyjęto na uroczystą kolację, na której wznoszono za niego toasty.
W 1890 roku, Pierre de Coubertin na łamach pisma La Revue Athletique opublikował artykuł pt. Les Jeux Olympiques à Much Wenlock. Francuz pisał wtedy: „Jeśli igrzyska olimpijskie, których nowożytna Grecja nie zdołała na trwałe wskrzesić, są jeszcze żywe, to nie dzięki Grekom, lecz dzięki doktorowi W.P. Brookesowi. To on zainaugurował je czterdzieści lat temu i to on, mając obecnie 82 lata, wciąż pełen energii i wigoru, wciąż jest ich inspiratorem i kontynuatorem [...]. Charakteryzuje je poetycki klimat, który je otacza, i zapach starożytności, który z nich dobiega”.
Coubertin chciał, aby angielski filantrop wziął udział w pracach Kongresu Olimpijskiego w Paryżu 1894, jednak Brookes był już wtedy ciężko chory i nie był w stanie udać się do Paryża. Zmarł 10 grudnia 1895 roku, czyli cztery miesiące przed pierwszymi nowożytnymi igrzyskami olimpijskimi.

## Zawody współcześnie
Igrzyska nadal są rozgrywane. Ich tradycję kontynuuje Szkoła im. W.P. Brookesa w Much Wenlock, która co roku organizuje te zawody. W 2016 roku odbyła się 130. edycja igrzysk. Rozgrywano zawody w takich dyscyplinach jak: badminton, biathlon (nie mylić z biathlonem letnim), golf, hokej na trawie, kwik cricket, lekkoatletyka, łucznictwo, netball, piłka nożna, siatkówka, szermierka, szybownictwo, tenis ziemny i triathlon. Współcześnie są to zawody przeznaczone dla młodzieży.
Wenlock, jedna z maskotek Letnich Igrzysk Olimpijskich 2012 w Londynie, została nazwana na cześć zawodów organizowanych w Much Wenlock.
W 2011 roku prezesem Wenlock Olympian Society został znany lekkoatleta brytyjski Jonathan Edwards.